# Podocarpus brevifolius
Podocarpus brevifolius är en barrträdart som först beskrevs av Otto Stapf, och fick sitt nu gällande namn av Foxw. Podocarpus brevifolius ingår i släktet Podocarpus och familjen Podocarpaceae. IUCN kategoriserar arten globalt som sårbar. Inga underarter finns listade i Catalogue of Life.